# USS Bagley (DD-386)
L'USS Bagley (DD-386), un destroyer de la classe Bagley, est le troisième navire de l'United States Navy à porter le nom de Worth Bagley, officier durant la guerre hispano-américaine, qui s'est distingué comme étant le seul officier naval américain tué au combat pendant cette guerre.